# Université d'État de médecine de Koursk
L'université d'État de médecine de Koursk (Ку́рский госуда́рственный медици́нский университе́т, КГМУ) est un établissement d'enseignement supérieur spécialisé en médecine situé à Koursk en Russie.

## Histoire
Cet établissement a été fondé en 1935 sous le nom d'institut d'État de médecine de Koursk.
Il passe en 1984 au statut d'établissement universitaire de première catégorie. En 1985, il est gratifié de l'ordre du Drapeau rouge du Travail. En 1994, l'institut devient une université.
En 2008, elle recevait 3 093 étudiants dont 761 par correspondance. Les enseignants en 2008 étaient au nombre de 625, dont 119 docents et 64 professeurs.
En 2010, l'université ouvre une faculté d'enseignement moyen professionnel, dans le but de former des techniciens spécialistes, comme des assistants médicaux, ou des prothésistes dentaires par exemple. La formation est menée conjointement avec des étudiants de l'enseignement supérieur, avec les mêmes enseignants et avec le même équipement pédagogique et le passage de la pratique pédagogique dans les mêmes hôpitaux et cliniques. Deux départements de maladies pédiatriques de l'université travaillent à l'hôpital régional pédiatrique de Koursk.  
Depuis 2012, l'université s'est unie au collège médico-pharmaceutique de Koursk.

## Étudiants étrangers
L'université de médecine de Koursk a été la première en Russie à offrir aux étudiants un programme d'études de médecine complet en langue anglaise. Il est accrédité dans quinze pays étrangers et les étudiants peuvent passer les examens dans leurs pays respectifs. Il y a par exemple un bureau de représentation en Malaisie,.
L'université de médecine de Koursk est membre de l'association russo-chinoise des universités de médecine. Plus de  30 % des étudiants sont étrangers venant de plus de 47 pays.

## Structure
- faculté de médecine
- faculté de médecine préventive
- faculté de pédiatrie et de formation supérieure d'infirmières
- faculté de pharmacie
- faculté de biotechnologie
- faculté de technologie chimique
- faculté de psychologie clinique
- faculté de travail social
- faculté d'économie et de management
- faculté de formation post-diplôme (faculté pédagogique)
- faculté des hautes études
- faculté de formation pré-universitaire
- faculté de médecine dentaire (stomatologie)

## Recteurs
- Yan Martynovitch Bune (1937-1940)
- Samouil Rouvimovitch Hehman (1940-1941)
- Anna Vassilievna Routchenko (1944-1945)
- Dmitri Alexandrovitch Yaltsev
- Mikhaïl Petrovitch Dereviaguine
- Gueorgui Efimovitch Ostroverkhov (1950-1954)
- Alexandre Vassilievitch Saveline (1954-1964)
- Nikolaï Fiodorovitch Kroutko (1964-1978)
- Alexandre Vassilievitch Zavialov (1978-2003)
- Alexeï Ivanovitch Lazarev (2003-2009)
- Victor Anatolievitch Lazarenko, professeur[6] (depuis 2009).